# Fisher Stevens
Fisher Stevens, właśc. Steven Fisher (ur. 27 listopada 1963 w Chicago) – amerykański aktor, reżyser, scenarzysta i producent filmowy pochodzenia żydowskiego.
Laureat Oscara za najlepszy pełnometrażowy film dokumentalny jako producent filmu Zatoka delfinów (2009) Louie Psihoyosa.

## Filmografia

### filmy fabularne
- 1981: Podpalenie (The Burning) jako Woodstock
- 1986: Krótkie spięcie (Short Circuit) jako Ben Jabituya
- 1988: Krótkie spięcie 2 (Short Circuit 2) jako Ben Jabituya
- 1989: Ogary z Broadwayu (Bloodhounds of Broadway) jako Hotfoot Harry
- 1990: Druga prawda (Reversal of Fortune) jako David Marriott
- 1991: Zawód pan młody (The Marrying man) jako Sammy
- 1992: Bob Roberts jako Rock Bork
- 1992: Przypadkowy bohater (Hero) jako dyrektor Channel 4 Crash Feature
- 1993: Super Mario Bros. jako Iggy
- 1994: Tylko ty (Only You) jako Larry Kovács
- 1995: Hakerzy jako Eugene „Plague” (pol. „Tyfus”) Bedford
- 2002: Champion (Undisputed) jako James 'Ratbag' Kroycek
- 2003: Dziewczyny z wyższych sfer (Uptown Girls) jako Fisher Stevens
- 2003: Życie i cała reszta (Anything Else) jako menadżer
- 2005: Factotum jako Manny
- 2007: Przebudzenie (Awake) jako dr Puttnam
- 2010: Eksperyment (The Experiment) jako Archaleta
- 2011: Skok Henry’ego (Henry's Crime) jako Eddie Vibes
- 2012: Jak upolować faceta (One for the Money) jako Morty Beyers
- 2012: LOL jako Roman
- 2013: Movie 43
- 2014: Grand Budapest Hotel (The Grand Budapest Hotel) jako M. Robin
- 2016: Ave, Cezar! (Hail, Caesar!) jako komunistyczny scenarzysta

### seriale TV
- 1980: Tylko jedno życie (One Life to Live)
- 1983: Ryan’s Hope jako Henry Popkin
- 1989: Columbo - odc.: „Morderstwo, mgła i cienie” jako Alex Brady
- 1990: Młodzi jeźdźcy (The Young Riders)
- 1995: Przyjaciele odc. 1.13 jako Roger
- 1995: Prawo i porządek jako Ross Fineman
- 1996–2000: Zdarzyło się jutro (I i II sezon) jako Chuck Fishman
- 2001: Frasier jako dr Sheldon Morey
- 2002: Nocny kurs (Hack) jako Donnie Franco
- 2004: Prawo i porządek: Zbrodniczy zamiar jako Ray Garnett
- 2004: Hope i Faith jako Nick Spinelli
- 2007: Prawo i porządek: Zbrodniczy zamiar jako Gareth Sage
- 2008: U nas w Filadelfii (It's Always Sunny in Philadelphia) jako Lyle Korman
- 2008–2010: Zagubieni (Lost) jako George Minkowski
- 2009: Wzór - odc. 5.12 i 6.09 jako John Buckley
- 2010: Brzydula Betty - odc. 4.11 − jako pan Z
- 2015–2016: Czarna lista - odc. 3.02, 3.06, 3.10 jako Marvin Gerard